# Insula Csepel
Csepel este o insulă pe Dunăre în Ungaria. Are o suprafață de 257 km2, este lungă de 48 km, iar lățimea sa variază între 6–8 km. Pe insulă se găsesc 12 localități (incluzând aici și sectorul XXI al Budapestei). Este cea mai mare insulă a fluviului.

## Localități pe insulă
- Budapesta (Csepel)
- Halásztelek
- Szigetszentmiklós
- Szigethalom
- Tököl
- Szigetcsép
- Szigetújfalu
- Szigetszentmárton
- Ráckeve
- Lórév
- Szigetbecse
- Makád